# Amerikansk nejlikrot
Amerikansk nejlikrot (Geum macrophyllum) är en växt med gula blommor och som blommar från juli till augusti. Den kan bli upp till en meter hög och förekommer bland annat i Uppland.